# Хромио
Хромио или Свилци, Сфилци (на гръцки: Χρώμιο, катаревуса:  Χρώμιον, Хромион, до 1927 година: Σφίλτσι, Сфилци) е село в Гърция, в дем Кожани, област Западна Македония.

## География
Хромио е разположено на 640 m надморска височина, на около 33 километра югозападно от град Кожани, в подножието на планината Червена гора (Вуринос). На запад граничи с гревенското село Варис.

## История

### Етимология
Според Йордан Н. Иванов името е личното име Свила. Сравнимо е село Свелинос в Сярско.
Йордан Заимов също смята, че името Σφίλτσι има българска етимология, но произлиза от Вилци < Билци от сандхи поради свързване с члена της или предлога εις.

### В Османската империя
В края на ХІХ век Сфилци е гръцко християнско село в югозападната нахия Венци на Кожанската каза на Османската империя. Според статистиката на Васил Кънчов („Македония. Етнография и статистика“) през 1900 година в Сфилта (Сфилци) има 252 гърци.
На Етнографската карта на Битолския вилает на Картографския институт в София от 1901 година Сфилта е чисто гръцко село в Кожанската каза на Серфидженския санджак с 46 къщи.
Според статистика на Серфидженския санджак на гръцкото консулство в Еласона от 1904 година в Сфилци (Σφίλτσι), Гревенска каза, живеят 275 гърци елинофони християни.
По данни на секретаря на Българската екзархия Димитър Мишев („La Macédoine et sa Population Chrétienne“) в 1905 година в Сфилта (Сфилци) (Sfilta Sfiltzi) има 230 гърци.

### В Гърция
През Балканската война в 1912 година в селото влизат гръцки части и след Междусъюзническата в 1913 година остава в Гърция. Първото гръцко преброяване показва 242 жители.
През 1927 година името на селото е сменено на Хромион (на гръцки така се назовава металът хром).
На 4 километра северно от селото в планината Червена гора (Вуринос) около 1995 година е отворен Музеят на македонската борба, посветен на гръцките усилия за присъединяване на Южна Македония. Основата на музейния комплекс е възстановената църква „Свети Николай“ (1859 г.). Тя е свързана с гръцко въстаническо движение от 1878 година. В нея на 18 февруари така нареченото Временно правителство на Елимия прокламира освобождането на района.
Населението традиционно произвежда картофи, жито, тютюн и други земеделски продукти, като се занимава и със скотовъдство.
| Име       | Име       | Ново име   | Ново име   | Описание                                |
| --------- | --------- | ---------- | ---------- | --------------------------------------- |
| Паликатно | Παλικάτνο | Хамиломата | Χαμηλώματα | местност в Червена гора на СЗ от Хромио |

| Година    | 1913 | 1920 | 1928 | 1940 | 1951 | 1961 | 1971 | 1981 | 1991 | 2001 | 2011 | 2021 |
| --------- | ---- | ---- | ---- | ---- | ---- | ---- | ---- | ---- | ---- | ---- | ---- | ---- |
| Население | 242  | 273  | 349  | 313  | 370  | 288  | 239  | 239  | 277  | 185  | 92   | 99   |

- Реставрираната църква „Свети Николай“ от Музея на македонската борба
- Музеят на македонската борба
- Музеят на македонската борба